# Las Médulas

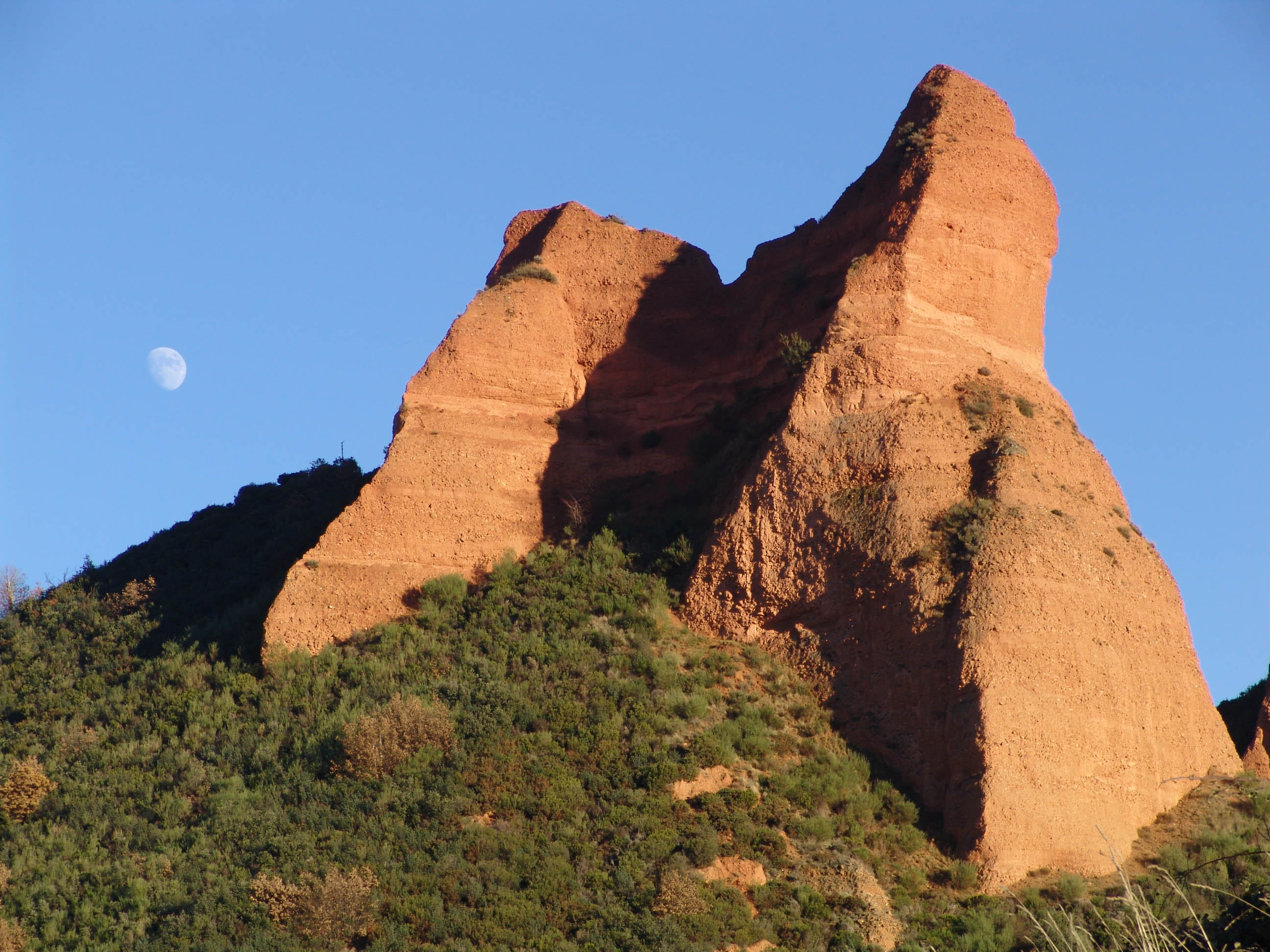
Pozůstatky odtěžené hory

Las Médulas bývaly nejdůležitější zlaté doly antického Říma. Jejich zbytky se nacházejí ve Španělsku, v provincii León, v blízkosti města Ponferrada. Na seznam světového dědictví UNESCO byly spolu s celou okolní kulturní krajinou zapsány v roce 1997.
Pozoruhodně utvářená krajina je důsledkem římské dobývací techniky zvané „Ruina Montium“ (zničení hory) popsané Pliniem starším. Metoda spočívala v navrtání skály mnoha vrty a následném vymývání velkým množstvím vody, takže se hornina prakticky zhroutila. Je to svým způsobem předchůdce dnešních hydraulických metod dolování. Potřebná voda byla přiváděna z pohoří Sierra de La Cabrera systémem kanálů měřících stovky kilometrů. Některé části těchto kanálů jsou dochovány dodnes.
Těžba zde probíhala od počátku našeho letopočtu až do poloviny 3. století. Celková plocha dolů byla okolo 10 km2. Podle Plinia v době největší slávy pracovalo v dolech 60 000 dělníků, kteří vytěžili ročně 20 000 římských liber (tj. 6 600 kg) zlata. Za 250 let existence dolů bylo údajně vytěženo 5 mil. římských liber (1 650 tun) zlata.